# 湖南町三代
湖南町三代（こなんまち みよ）は、福島県郡山市の大字である。郵便番号は963-1522。

## 地理
郡山市南西部の湖南地区に属する。西で湖南町福良、北で湖南町舟津、東で湖南町中野、南東で須賀川市勢至堂と隣接する。概ね湖南村発足以前の安積郡三代村の流れを汲む地域である。一級水系阿賀野川水系舟津川上流域を主な範囲とする。域内の大半を山林が占め、北部の舟津川や支流の小谷川に沿う山あいの平地に田畑が広がり、国道294号と福島県道6号郡山湖南線との交点周辺に市街地が位置する。湖南町福良に所在する郡山北警察署福良駐在所、及び湖南町三代に所在する郡山消防署湖南分署がそれぞれ管轄にあたる。

### 主な字
字
- 寺ノ前
- 太田
- 御代
- 荒町
- 牧ノ口

- 後沢
- 上野
- 佐内畑
- 不動山
- 上町

- 中ノ入
- 唐沢
- 銅ケ嶺
- 元唐沢

### 山岳
- 高井原山

### 河川・湖沼
一級水系阿賀野川水系
- 舟津川
  - 溝川
  - 小谷川
    - 小屋川

  - 仙翁川

## 歴史
- 1879年1月27日 - 旧会津藩領三代村が福島県内における郡区町村制の施行により安積郡の村となる。
- 1889年4月1日 - 町村制の施行により三代村が中野村と合併し安積郡箕輪村が発足する。旧三代村域は箕輪村の大字となる。
- 1892年7月21日 - 箕輪村から分村し再度新たに三代村が発足する。
- 1955年3月31日 - 三代村と周辺4村との合併により湖南村が発足し、湖南村の大字となる。
- 1965年5月1日 - 湖南村が郡山市、安積郡全町村および田村郡田村町と合併し新たな郡山市が設立され、郡山市の大字となる。

## 世帯数と人口
2024年1月1日現在の世帯数と人口は以下の通りである。
| 大字       | 世帯数  | 人口  |
| ---------- | ------- | ----- |
| 湖南町三代 | 147世帯 | 335人 |

## 小・中学校の学区
市立小・中学校に通う場合、学区は以下の通りとなる。
| 番地 | 小学校             | 中学校             |
| ---- | ------------------ | ------------------ |
| 全域 | 郡山市立湖南小学校 | 郡山市立湖南中学校 |

## 交通

### 道路
- 国道294号
  - 勢至堂峠・勢至堂トンネル
  - 山王峠・山王坂トンネル
- 福島県道6号郡山湖南線

## 施設
- 郡山市立湖南小学校・郡山市立湖南中学校
- 旧郡山市立三代小学校
- 郡山消防署湖南分署
- 郡山市消防団湖南第三分団第一班屯所
- 郡山市湖南スポーツ広場
- 普門院 正福寺
- 羽黒神社
- 大皇神社
- 大山祇神社
- 御前山館跡
- 船沢洞窟